# Yūichi Nishimura
Pour les articles homonymes, voir Nishimura.
Yūichi Nishimura (西村 雄一, Nishimura Yūichi), né le 17 avril 1972 à Tokyo, est un arbitre japonais de football. Il est arbitre FIFA depuis 2004.
Lors de la Coupe du monde de football de 2014, Nishimura est au centre d'une vive polémique sur l'arbitrage et vertement critiqué pour ses décisions contestables qui ont influencé le score final lors du match d'ouverture Brésil-Croatie le 12 juin 2014. Lors de la première mi-temps, Neymar inflige un violent coup de coude volontaire sur la mâchoire de Luka Modric, Nishimura ne lui attribue qu'un carton jaune, Neymar inscrira un doublé après cet évènement. En deuxième mi-temps, alors que le score est de 1-1, il accorde un pénalty controversé au Brésil pour une faute peu évidente de Lovren sur Fred qui permettra au Brésil de prendre les devants. L'Équipe qualifie le pénalty d'imaginaire. Quelques minutes plus tard, il refuse le but égalisateur de la Croatie pour une faute considérée peu évidente voire inexistante d'Olic sur le gardien Julio Cesar. Une décision tout aussi critiquée par les observateurs. Troisième controverse, le but du triplé par Oscar est entaché d'une faute de Ramires sur Rakitić selon les observateurs. Niko Kovač, sélectionneur de la Croatie, aura des propos très durs à son encontre.

## Carrière
Il a officié dans des compétitions majeures : 
- Coupe d'Asie des nations de football 2007 (3 matchs)
- Coupe du monde de football des moins de 17 ans 2007 (5 matchs dont la finale)
- Coupe de l'AFC 2007 (finale aller)
- CAN 2008 (3 matchs)
- Coupe du monde de football des moins de 20 ans 2009 (4 matchs)
- Coupe du monde de football de 2010 (2 matchs)
- Coupe du monde de football des clubs 2010 (finale)
- Coupe d'Asie des nations de football 2011
- Coupe des confédérations 2013
- Coupe du monde de football de 2014 (match d'ouverture Brésil-Croatie)